# Skałoskoczek duży
Skałoskoczek duży (Chaetops frenatus) – gatunek średniej wielkości ptaka z rodziny skałoskoczków (Chaetopidae). Zasiedla południowo-zachodnią Południową Afrykę. Bliski zagrożenia wyginięciem. Środowisko to skaliste tereny.

## Systematyka
Jest to gatunek monotypowy. Dawniej za jego podgatunek uznawany bywał skałoskoczek mały (Chaetops aurantius).

## Morfologia
Występuje niewielki dymorfizm płciowy. Samiec posiada białą brew na szarej głowie, samica nie. Poza tym obie płcie identyczne. Czerwone tęczówki. Wierzch ciała szary w ciemniejsze plamki, lotki już czarne. Na skrzydle, przy lotkach, trzy białe plamki. Brązowe spód ciała i kuper, ogon szary z białymi kropkami na końcu.
WymiaryMierzy 23–25 cm i osiąga masę 48–60 g.

## Zasięg występowania
Skałoskoczek duży występuje w południowo-zachodniej Południowej Afryce – w Prowincji Przylądkowej Zachodniej i południowo-zachodniej części Prowincji Przylądkowej Wschodniej.

## Środowisko
Ptak ten występuje głównie w skalistych górskich formacjach fynbos, choć zasięg jego występowania rozciąga się aż po poziom morza. Jest spotykany do wysokości 2300 m n.p.m.

## Zachowanie
Zjada owady i jaszczurki. Gniazdo znajduje się w trawie rosnącej na skałach. Jest monogamiczny, gniazduje kooperatywnie. Składa 2 białe jaja, wysiadują oboje rodzice przez 19–21 dni. Opuszczają gniazdo po 18–21 dniach, po 3 tygodniach są już niezależne od rodziców.

## Status
W Czerwonej księdze gatunków zagrożonych IUCN skałoskoczek duży od 2017 roku jest uznawany za gatunek bliski zagrożenia (NT, Near Threatened); wcześniej klasyfikowano go jako gatunek najmniejszej troski (LC, Least Concern). Liczebność populacji, według szacunków z 2015 roku, zawierała się w przedziale 32 551 – 59 289 osobników. Trend liczebności populacji oceniany jest jako umiarkowanie spadkowy.